# Savatieria
Savatieria is een geslacht van weekdieren uit de klasse van de Gastropoda (slakken).

## Soorten
- Savatieria areolata Strebel, 1905
- Savatieria bertrandi Melvill & Standen, 1914
- Savatieria chordata Castellanos, Rolán & Bartolotta, 1987
- Savatieria coppingeri (E. A. Smith, 1881)
- Savatieria deseadensis Castellanos & Fernandez, 1975
- Savatieria meridionalis (E. A. Smith, 1881)